# Calamagrostis macrophylla
Calamagrostis macrophylla là một loài thực vật có hoa trong họ Hòa thảo. Loài này được (Pilg.) Pilg. mô tả khoa học đầu tiên năm 1908.